# Blackbirding
Blackbirding oder Blackbird catching bezeichnet seit Mitte des 19. Jahrhunderts die zwangsweise Heranziehung von Insulanern des Südpazifiks zur Arbeit. Im westlichen Südpazifik beheimatete Melanesier und Mikronesier wurden bevorzugt auf Plantagen in Australien sowie den Fidschi- und Samoainseln eingesetzt. Aus dem östlichen Südpazifik stammende Polynesier verbrachte man zumeist nach Peru und dem Königreich Hawaiʻi. Darüber hinaus wurde eine große Zahl von Insulanern zu Fischerei- und Matrosendiensten an Bord europäischer Schiffe geholt. Ein Kernelement der Praktik war die Anwendung von Täuschung, Drohung und Gewalt bei der Rekrutierung.
Internationale Proteste bei den Arbeitgeberländern lösten eine weitgehende gesetzliche Regulierung des Handels mit Pazifikinsulanern als Arbeitskräften aus, die letztlich das blackbirding beendete. Bei der Strafverfolgung kam es zu spektakulären Gerichtsfällen.
Bei englischen Missionsgesellschaften und der Royal Navy stand blackbirding unter dem Verdacht des Sklavenhandels. Ob es sich bei dem umfassenden System der indentured labour (Arbeitsverpflichtung), das mit dem blackbirding bedient wurde, insgesamt um eine Spätform der Sklaverei handelte, ist bis heute umstritten.

Routen der Schiffe, die im Südpazifik Arbeiter rekrutierten, ca. 1860 – 1910

## Methoden

Insulaner werden am Heimatstrand rekrutiert. Darstellung um 1892

Alle Formen des blackbirding zeigen in unterschiedlichem Maß Elemente von physischer Gewalt, Erpressung oder Täuschung. Bei Begegnungen auf See nahm man Kanus mit Insulanern häufig vor den Bug und rammte sie, um dann eine Rettungsaktion vorzutäuschen und die Insassen an Bord zu schaffen. Hier verführten Kapitäne oder Anwerber sie, eine vertragliche Verpflichtung zur Plantagenarbeit abzuzeichnen, oder machten sie durch Drohungen, physische Gewalt, Verabreichung von Alkohol oder Opium handlungsunfähig und setzten sie mit Fußeisen gefangen.
Menschenjagden auf Pazifikinseln zur Erlangung von Arbeitskräften gab es genauso wie Fälle von Raub und Erpressung. Häufig wurden einzelne Wohnstätten oder ganze Dörfer niedergebrannt, womit Inselherrscher oder Familienoberhäupter zur Abgabe von Stammesmitgliedern an die rekrutierenden Kapitäne oder Schiffsmannschaften gezwungen werden sollten.
An speziellen Täuschungsmanövern gab es den sogenannten Missionarstrick, dessen Erfindung dem Anwerber Henry Ross Lewin auf Tanna (Neue Hebriden) oder dessen Komplizen John Coath zugeschrieben wird:

“… traders dressing in cassocks and surplices, and, in the guise of peaceful missionaries, entrapping the natives into approaching their ship …”

„… Händler, die, in Kutten und Chorhemden gekleidet, unter dem Deckmantel friedlicher Missionare Eingeborene dazu verführen, sich ihrem Schiff zu nähern …“

In einer subtileren Variante schickten Anwerber einen eingeborenen Matrosen in einer Missionarskutte an Land, um Insulanern die Möglichkeit einer geistlichen Karriere vorzuspiegeln und sie an Bord zu locken.

Blackbirding an Land. Sydney Illustrated News, 1880

Plumpere Täuschungsmanöver fanden bei der Aufklärung über die Inhalte des zu schließenden Arbeitsvertrags statt, welche mit dem Erlass des Queenslander Pacific Island Labourers Act (1880) vorgeschrieben wurde. Laut einem Bericht des Stellvertretenden Britischen Hochkommissars für den Westpazifik, Hugh Hastings Romilly, konnten:

„… drei ausgestreckte Finger je nach Laune des Schiffsführers eine ‚Vertragsdauer‘ von drei Tagen, drei Monaten oder drei Jahren [bedeuten].“

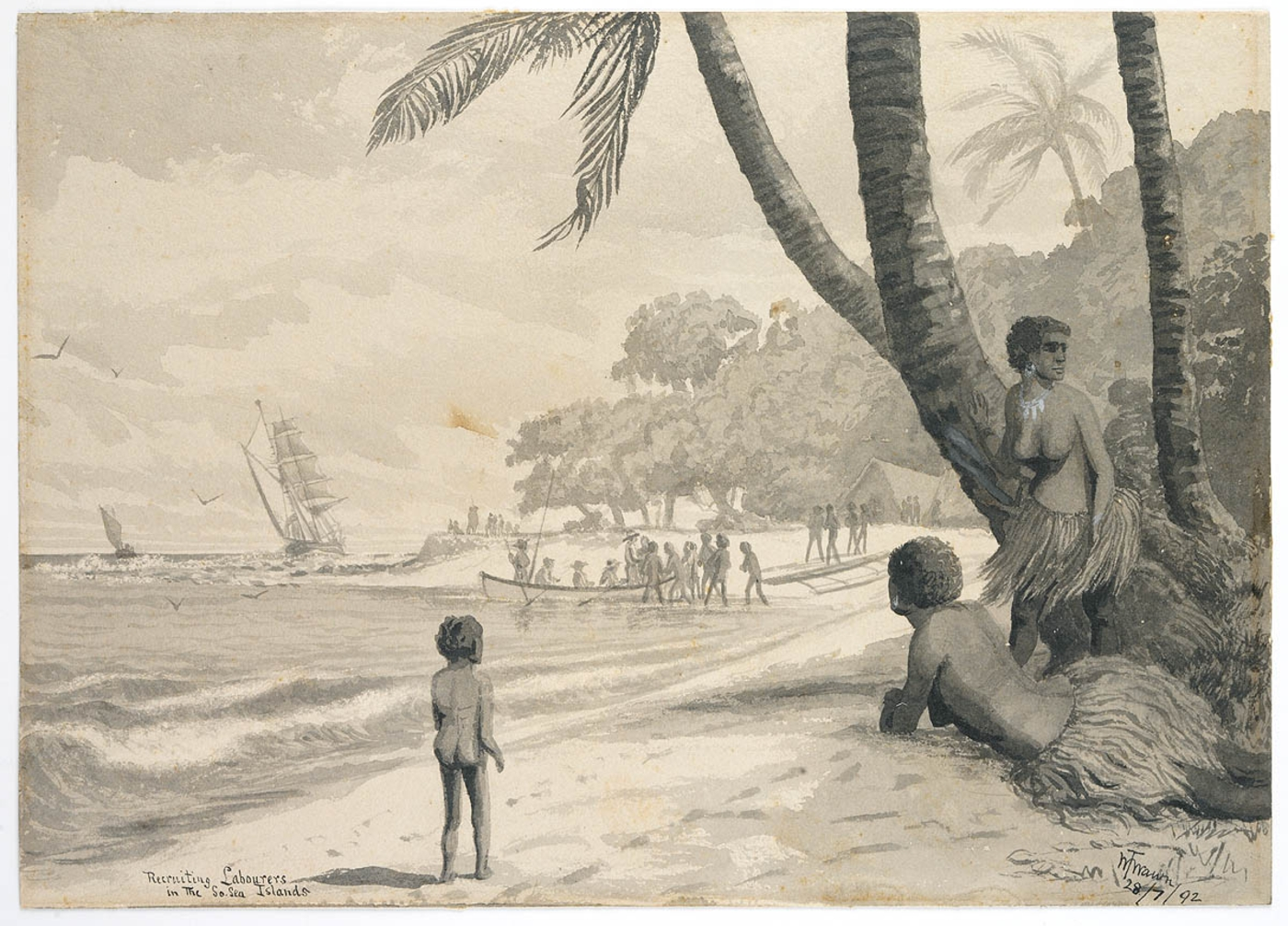
Rekrutierung am Strand, aus der Ferne beobachtet von Frauen und Kindern. Zeichnung von William T. Wawn, 1892

Ebenso häufig hielt man Insulaner über die Entfernung ihres Arbeitsorts zur Heimatinsel im Dunkeln. Täuschungen über Arbeitsbedingungen und -zeiten am Zielort waren üblich.
Für sich genommen sind die dortigen Verhältnisse aber kein Aspekt des blackbirding, sondern des umfassenden Systems der indentured labour. Auch jene Pazifikinsulaner trafen sie an, die ihren Arbeitsvertrag bewusst und freiwillig eingegangen waren. Fragen nach mangelhaften hygienischen Bedingungen während der Schiffstransporte und hoher Sterblichkeit bei den Plantagenaufenthalten behandelt die Forschung ebenso getrennt von blackbirding in Einzeluntersuchungen.

## Beginn
Im Zuge des Abolitionismus kam es in nahezu allen Küstenregionen des Stillen Ozeans, besonders den britischen Kolonien dieser Gebiete, zu einer Verknappung an Hilfskräften für ungelernte und schwere körperliche Tätigkeit. In den australischen Kolonien verschärfte die Abschaffung der Strafgefangenschaft (1850–1868), einer weiteren Quelle für billige Arbeitskräfte, die Lage zusätzlich.
Während des Amerikanischen Bürgerkriegs (1861–1865) verknappte sich weltweit die Verfügbarkeit von Baumwolle. Britische Kaufleute begrüßten neue und regelmäßige Rohstoffquellen, die von Importen aus Amerika unabhängig machen konnten. Ein Anbau in der Kolonie Queensland (Australien) ohne billige Arbeitskräfte wurde jedoch als nicht profitabel angesehen. Walfängerbesatzungen mit ihren durch den Niedergang der Walfangindustrie freigesetzten Schiffen, australische Bankrotteure und Flüchtlinge des Amerikanischen Bürgerkriegs, die auf Pazifikinseln Zuflucht genommen hatten, fanden in der Anwerbung solcher Kräfte ein lukratives Betätigungsfeld.
Der Unternehmer und Politiker Benjamin Boyd unternahm von 1847 bis 1849 die ersten Versuche, Hilfskräfte für Australien zu rekrutieren. Mit den Schiffen Portenia und Velocity führte er knapp 200 Einwohner der Loyalitäts- und der Gilbertinseln ein, die bei der Schafschur auf Farmen in New South Wales arbeiten sollten. Die Aktion schlug fehl, da es zwischen den Insulanern als Billigkonkurrenz und dem vorhandenen Personal zu Anfeindungen kam. Menschenrechtler sehen bereits in dieser Aktion die Anfänge eines Sklavenhandels in der Südsee, weil die Insulaner nicht persönlich angeworben, sondern durch Vereinbarungen mit den Inselherrschern verpflichtet wurden.

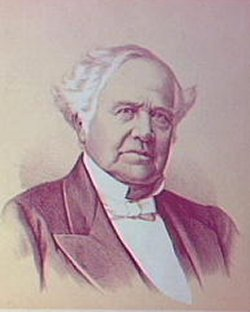
Der Plantagenbesitzer Robert Towns gab 1863 den ersten Auftrag zur Anwerbung von Pazifikinsulanern für die britische Kolonie Queensland.

Einen offiziellen Beginn der Einfuhr von Pazifikinsulanern in die Kolonie Queensland markiert die Vereinbarung des Abgeordneten und Händlers Captain Robert Towns. Er beauftragte 1863 den vormaligen Sandelholzhändler Henry Ross Lewin auf Tanna, Bewohner der Neuen Hebriden und Loyalitätsinseln als Arbeiter für seine Baumwollplantagen in Townsvale anzuwerben (heute: Veresdale und Gleneagle, beide Queensland). Hierfür wurde der Schoner Don Juan umgerüstet und am 29. Juli 1863 von Brisbane ausgesandt. Towns Instruktionen an den Kapitän zeigen allerdings, dass er sich gegen blackbirding verwehrte:

“… I will on no account allow [these islanders] to be ill-used. They are a poor, timid, inoffencive race, and require all the kindness you can show them … I will not allow them to be driven …”

„… ich werde es unter keinen Umständen zulassen, dass man [diese Insulaner] misshandelt. Es ist eine arme, schüchterne, friedfertige Rasse, und sie verdient alle Freundlichkeit und Güte, die Sie ihr erweisen können … Ich werde nicht zulassen, daß man sie zu irgend etwas zwingt …“

Auf der Rückreise verstarb einer der rekrutierten Insulaner; er wurde auf Mud Island (Moreton Bay) beerdigt. Die übrigen 67, mit denen Brisbane am 17. August 1863 erreicht wurde, gelten historisch als erste pazifische Kontraktarbeiter (indentured labourers) in Queensland.
Indizien, dass es trotz Towns Anweisungen zu Gewaltanwendungen kam, finden sich zufolge Edward W. Docker allein in einem Bericht Captain William Blakes, HMS Falcon. Ihm habe 1867 ein Insulaner von Épi (Neue Hebriden) ausgesagt:

“… how a white man …(Lewin, apparently?) had battered one of the recruits to death with a stick.”

„… wie ein Weißer … (Lewin offenbar?) einen der Rekruten mit einem Stock zu Tode geprügelt hätte.“

1864 fand mit der Uncle Tom ein erster Rücktransport von Pazifikinsulanern statt, die ihren Arbeitsvertrag mit Towns erfüllt hatten. Parallel zur Uncle Tom wurde für weitere Rekrutierungen die Black Dog eingesetzt, ein ex-opium runner.
Im selben Jahr begann Fidschi mit Rekrutierungen auf den Gilbertinseln. Von Südamerika kommend, hatte die Ellen Elizabeth die Inselgruppe schon im Vorjahr erreicht. Unter Kommando eines Kapitän Muller, der Arbeiter für Peru beschaffen sollte, hatte es mit an Sicherheit grenzender Wahrscheinlichkeit erste Ausschreitungen, Täuschungsmanöver und Entführungen gegeben. Deutscherseits wurden 1864 erstmals dreißig Insulaner für eine zwölfmonatige Kontraktarbeit auf den Plantagen des Handelshauses Joh. Ces. Godeffroy & Sohn (Samoainseln) rekrutiert. Sie stammten von Rarotonga (Cookinseln). Über die Methoden ihrer Anwerbung ist nichts bekannt.

## Ausdehnung

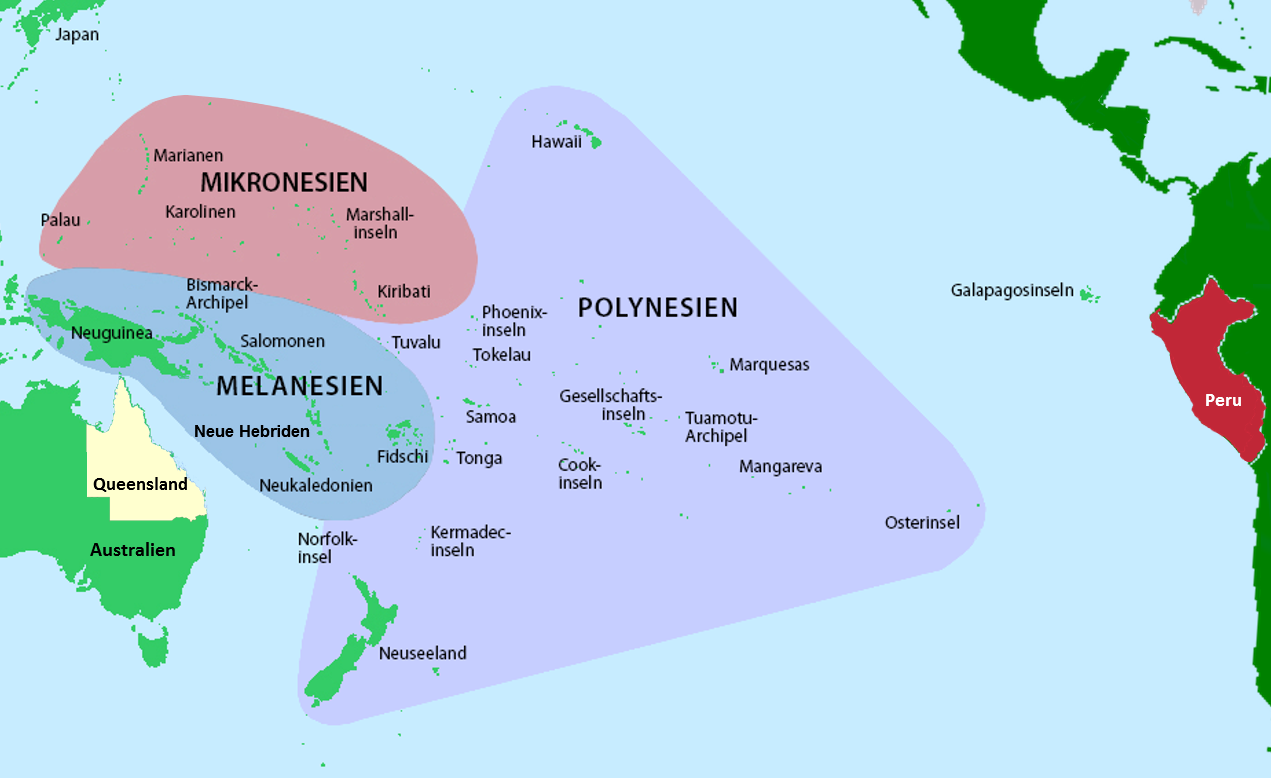
Hauptsächliche Kulturregionen Ozeaniens (Mikronesien, Melanesien und Polynesien) und die außerhalb davon liegenden Zielländer des Arbeiterhandels (Queensland, Peru)

Zwischen den 1860er und 1940er Jahren belief sich – Schätzungen zufolge – die Zahl der Vertragsarbeiter aus den Inselvölkern des Südpazifiks auf fast eine Million. Zudem verpflichteten Arbeitgeber der Region etwa 600.000 asiatische Kontraktarbeiter. Zwischen 1884 und 1940 wurden insgesamt bis zu 380.000 Arbeiter nach Deutsch-Neuguinea beziehungsweise dem unter australischer Kontrolle stehenden Territorium Neuguinea, sowie 280.000 nach Britisch-Neuguinea verbracht. Auf den Plantagen der Salomoninseln arbeiteten zwischen 1913 und 1940 etwa 38.000 Menschen. Rekrutierungen fanden hauptsächlich in Melanesien, aber auch in Mikronesien auf den West- und Zentralkarolinen statt.
Anwerbungen für Südamerika oder Hawaii konzentrierten sich auf Polynesien. Gemieden wurden bereits missionierte Inseln, wenn auch Ausnahmefälle bekannt sind.

### Queensland
Zwischen 1863 und 1906 kamen insgesamt 64.000 südpazifische Insulaner zur indentured labour (Kontraktarbeit) nach Queensland. Die Gesamtzahl aller blackbirding-Opfer, die in die Kolonie deportiert und dort angelandet wurden, beläuft sich laut einer Untersuchung von Kay Saunders auf an die 1.000. Clive Moore, Historiker an der University of Queensland in Brisbane, schätzte, dass 15 bis 20 Prozent der anfänglichen Diaspora in Queensland entführt worden waren. Die Australian Human Rights Commission nimmt an, dass insgesamt ein Drittel gekidnappt oder durch Betrügerei nach Australien gelockt wurde.

### Fidschiinseln
Nach Fidschi wurden zwischen 1877 und 1911 etwa 16.000 Pazifikinsulaner von anderen Atollen und Inselgruppen verbracht. Frühere Transporte sind dokumentiert, jedoch nicht ausreichend statistisch erfasst und publiziert. Beispielsweise erwähnt ein Bericht des neuseeländischen Gouverneurs George Ferguson Bowen, dass schon 1860 die meisten Schiffe, die Fidschi von Neuseeland kommend anliefen, für den Transport von sogenannten Arbeitsimmigranten gechartert worden seien. Über den Bestimmungsort dieser Fahrten lässt sich nur selten Klarheit gewinnen.
Gewaltsame Zusammenstöße mit Insulanern im Kontraktarbeiterhandel der Fidschiinseln gab es besonders ab 1882 bei Rekrutierungen auf Neubritannien, den Duke-of-York-Inseln und Neuirland. Erste Vorschläge zur gesetzlichen Eindämmung des blackbirding erwiesen sich hier als zwecklos. So hielt 1871 der britische Konsul in Levuka, Edward March, seinen eigenen Reformentwurf für undurchführbar.
Nach Verabschiedung entsprechender Bestimmungen in Queensland diente der Hafen von Levuka auch zur Verschleierung eines von Australien aus betriebenen blackbirding. Um die Beschränkungen des Queenslander Polynesian Labourers Act (1868) zu umgehen, wurde es üblich, mit kleiner Fracht nach Levuka zu segeln, sein Schiff heimlich umzubenennen und beim ansässigen britischen Konsul neu zu registrieren. Das bedeutete praktische Vorteile, denn die Bestimmungen Fidschis für den Arbeiterhandel waren laxer als diejenigen Queenslands. Bei nun folgenden Rekrutierungen handelte es sich rechtlich aber trotzdem um blackbirding (offiziell: kidnapping), weil die heimliche Umbenennung eines Schiffes illegal war. Die im tatsächlichen Heimathafen ausgestellte Lizenz für den Arbeiterhandel verlor ihre Gültigkeit, eine neu in Levuka erworbene hatte keinen Bestand.
Parallel zu Insulanern des Südpazifik transportierte man von 1879 bis 1916 bis zu 60.000 indische Arbeiter zur Kontraktarbeit nach Fidschi.

### Samoainseln
Arbeitertransporte aus dem Pazifik auf die Inseln Samoas sind quantitativ nur lückenhaft erfasst. Als gesichert kann gelten, dass zwischen 1874 und 1877 jährlich etwa 200 und zwischen 1878 und 1881 jährlich etwa 475 Gilbertinsulaner für Arbeiten auf den Plantagen von Joh. Ces. Godeffroy & Sohn herangezogen wurden. Die Deutsche Handels- und Plantagengesellschaft der Südsee-Inseln zu Hamburg (DHPG), Nachfolgerin des Godeffroyschen Faktorei- und Plantagenbetriebes, führte zwischen 1885 und 1913 aus dem Schutzgebiet der Neuguinea-Kompagnie beziehungsweise dem späteren Deutsch-Neuguinea rund 5.800 Insulaner als Kontraktarbeiter ein. Statistisch nicht dokumentierte Rekrutierungen für die DHPG fanden unter anderem im britischen Teil der Salomoninseln und auf den Shortlandinseln statt. Schätzungen zur Gesamtzahl der zwischen 1884 und 1940 nach Deutsch-/Westsamoa gebrachten Arbeiter belaufen sich auf 12.000.
Zum blackbirding im von Samoa geführten Arbeiterhandel zeichnen Quellen des 19. Jahrhunderts ein insgesamt negatives Bild. Der australische Politikwissenschaftler und Historiker Stewart Firth hält das deutsche System der Kontraktarbeit dem britischen für allgemein unterlegen. Der Schriftsteller Jakob Anderhandt verweist auf James T. Proctor, einen der brutalsten und unter Insulanern am meisten gefürchteten Anwerber, der bei der Deutschen Handels- und Plantagengesellschaft angestellt war. Der Südseekaufmann Eduard Hernsheim erwähnt in seinen Lebenserinnerungen, die DHPG habe durch Lobbyarbeit in Deutschland die Kontraktarbeiterbeschaffung zur „Lebensfrage“ erklärt. Der deutsche Konsul auf Samoa sei deshalb geneigt gewesen, bei Unregelmäßigkeiten im Arbeiterverkehr „nicht allzu strenge“ vorzugehen.
Dagegen betonte seinerzeit Oskar Stübel als deutscher Generalkonsul für die Südsee, dass bis 1883 ein blackbirding („Ausschreitungen“) von Bord deutscher Schiffe in der Südsee nicht habe nachgewiesen werden können. Die meisten deutschen Kapitäne im Gewerbe seien „seit Jahren“ mit dem Arbeitergeschäft vertraut gewesen und hätten dem Konsulat in Apia „persönliche Garantie“ für ein gesetzliches Vorgehen gegeben. Erst eine spätere Entscheidung deutscher Handelsgesellschaften auf Samoa, die Arbeiterrekrutierung auszulagern und an vertraglich angestellte Anwerber zu übertragen, führte für die Historikerin Sylvia Masterman zum Verfall dieser einwandfreien Praxis.

### Peru

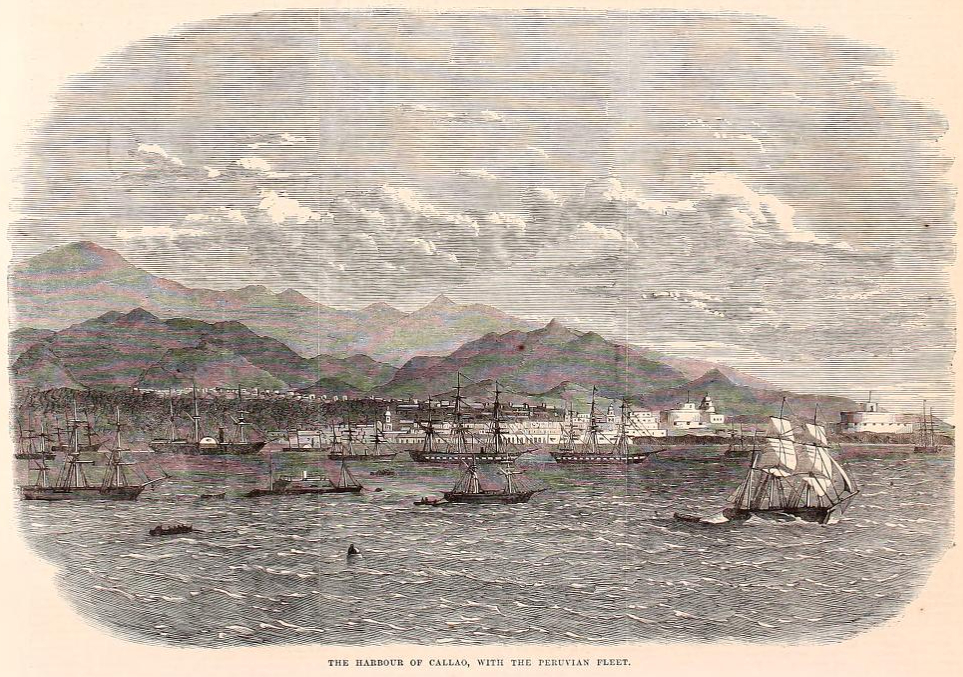
Peruanische Flotte im Hafen von Callao, 1864

Nach Abschaffung der Sklaverei in Peru (1854) waren billige Arbeitskräfte für die Bewirtschaftung der eigenen Plantagen und den Guanoabbau auf den Chinchainseln nicht leicht zu bekommen. Zwischen 1862 und 1863 verbrachten peruanische und chilenische Blackbirder 3.630 vorwiegend polynesische Insulaner in den Hafen von Callao. 1864 operierten sie bis in die Seegebiete westlich von Tahiti.
Verlässliche Einzelangaben über abtransportierte Bewohner existieren lediglich für die Osterinsel. Von ihr wurden zwischen 1400 und 1500 Rapanui (oder 34 % der geschätzten Bevölkerung) an Bord genommen. Bei ungefähr 550 handelte es sich um Opfer von blackbirding. Im ungewohnten Klima Perus starb ein erheblicher Teil an Infektionskrankheiten. Der französische Geschäftsträger in Lima veranlasste daraufhin das diplomatische Corps zu einer Note an den Premierminister, in der man gegen die Arbeitereinfuhren protestierte. Auf internationalen Druck repatriierte das Land fünfzehn Überlebende auf die Osterinsel, wo sie jedoch die Pocken einschleppten. An der Epidemie verstarb bis 1864 der größte Teil der Einwohner, die dort verblieben waren.

### Oʻahu
Ab 1859 fanden in geringerem Umfang Arbeitertransporte im Pazifik für einen Einsatz auf den Zuckerrohrplantagen von Oʻahu (Königreich Hawaiʻi) statt. In den Jahren 1877 bis 1887 wurden etwa 2.400 Insulaner, vorwiegend Polynesier, hierher verbracht.
Gewaltsame Konflikte zwischen Mannschaften hawaiischer Arbeiterschiffe und zu rekrutierenden Insulanern waren zwar allgemein üblich, zufolge der Historikerin Judith Bennett aber weniger schwerwiegend als im Kontraktarbeiterhandel von Queensland und Fidschi. Einen Hauptgrund sieht Bennett in der Anwesenheit hawaiischer Missionare in den Anwerbegebieten, wo die Geistlichen die Arbeiterrekrutierungen kritisch überwacht, wenn nicht missbilligt hätten. Ein anderer Grund sei die Furcht der hawaiischen Regierung vor einer Kritik Großbritanniens und Frankreichs gewesen. Ebenso habe die Rekrutierung über eine von der Regierung initiierte Bezuschussung positiv beeinflusst werden können.
Andere Kontraktarbeiter auf Hawaii stammten aus China (ab 1852), Japan (ab 1868), Portugal (ab 1878), Skandinavien (1880–1881) und Deutschland (1880–1897). 1946 endete hier offiziell die Anwerbung von Arbeitskräften.

### Statistiken
Gesicherte quantitative Aussagen über Transporte zum Zweck der Arbeitsverpflichtung sind wegen der lückenhaften Quellenlage kaum möglich. Des Weiteren gab es neben offiziellen Fahrten im Südpazifik, einschließlich bekannt gewordener blackbirding-Fälle, einen nennenswerten Arbeiterschmuggel. Im Fall von Queensland existieren hierzu nicht einmal Schätzungen. Offizielle Aufzeichnungen über Arbeitsverpflichtungen begannen hier erst 1863.
Zu Rekrutierungen von Pazifikinsulanern für Fischerei- und Schiffsdienste im Stillen Ozean gibt es mangels praktischer Möglichkeiten einer Erhebung im 19. Jahrhundert gar keine Quellen. Eine gewisse Aussagekraft besitzen tabellarische Aufstellungen über entsprechende Lizenzen von europäischen Schiffseigentümern oder -führern, die Lists of Vessels licensed … (Labour to be employed amongst Islands). Eine der frühesten Aufstellungen umfasst den Berichtszeitraum von 1876 bis 1881.

## Humanitäre Proteste
Spätestens die drastischen Ausfälle bei Rekrutierungen für Peru lenkten die Aufmerksamkeit humanitärer Organisationen auf den pazifischen Arbeiterhandel. Eine Triebkraft für Missionare im Stillen Ozean, über unlautere Praktiken von Schiffskapitänen und -mannschaften bei der Anwerbung zu berichten, bildete laut der Historikerin Jane Samson auch ein verdeckter Wettbewerb zwischen Missionsgesellschaften und Schiffsbesatzungen um reise- und arbeitswillige Ozeanier. Insgesamt prägte sich eine misstrauische Haltung. Eine frühe Serie von Protestschreiben, die Vertreter verschiedener Missionsgesellschaften bei den Regierungen der australischen Kolonien einreichten, stellte pauschalisierend fest, dass Arbeiterrekrutierung im Pazifik:

“… could be nothing else than the victimization of helpless islanders …”

„… nichts anderes sein könne, als hilflose Insulaner zu Opfern zu machen …“

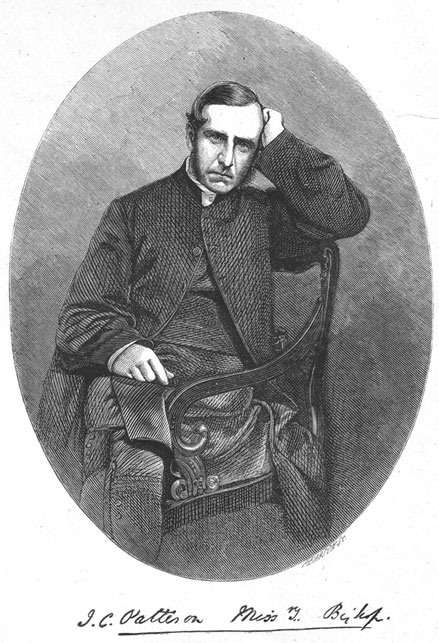
Der neuseeländische Bischof John Coleridge Patteson wurde 1871 vermutlich aus Rache wegen Blackbirdings ermordet

Die Ermordung des neuseeländischen Bischofs John Coleridge Patteson durch Einwohner Nukapus (September 1871) polarisierte die Debatte noch weiter. Hintergrund war, dass Teile der australbritischen und neuseeländischen Öffentlichkeit das Ereignis für einen Racheakt gegen eine Entführung von fünf jungen Männern Nukapus durch Blackbirder hielten. Statt zu einer sachlich geführten Auseinandersetzung kam es nun dazu, dass:

“… humanitarians rode the tide of public indignation in order to secure passage of protective legislation, and to ensure that its terms reflected their interpretation of events in the labour trade …”

„… Menschenrechtler auf einer Welle öffentlicher Empörung ritten, um eine Verabschiedung präventiver Gesetze sicherzustellen und gewiss sein zu können, dass damit ihrer Interpretation von Ereignissen im Umfeld des Arbeiterhandels entsprochen wurde …“

Angehörige der Royal Navy, die ebenfalls publizistisch tätig waren, nutzten dies für eigene Zwecke. Sie nahmen die öffentliche Empörung als Sprungbrett, um englischen Kriegsschiffen als Polizeimacht im Südpazifik erweiterte Befugnisse zu verschaffen. Kritische Positionen der jüngeren Forschung gehen davon aus, dass besonders Captain George Palmer von dem Gedanken, bei Arbeiterrekrutierung im Südpazifik handele es sich grundsätzlich und ausnahmslos um Sklavenhandel, „besessen“ gewesen sei. In seinem Buch Kidnapping in the South Seas (1871) habe er absichtlich besonders „haarsträubende“ (übertriebene) Aussagen von Missionaren angeführt und vielem, von dem er lediglich aus zweiter Hand wusste, den „Anstrich des Selbsterlebten“ gegeben, um die Eindämmung der Arbeiterrekrutierung fordern zu können.
Damit habe sich Palmer in eine Tradition öffentlich wirksamer Marinekommandanten eingereiht, die einerseits der Idee des unschuldigen, naiven und wehrlosen Pazifikinsulaners verhaftet gewesen seien, andererseits derjenigen des verrohten, moralisch minderwertigen und skrupellosen Europäers in der Südsee. Rückblickend handele es sich beide Male um Klischees, die einseitig und falsch gewesen seien.

## Gesetzliche Maßnahmen

Erste Seite des Polynesian Laborers Act (Queensland, 1868), der die Misshandlung von Kontraktarbeitern verhindern sollte

1824 wurde Sklavenhandel auf See britischerseits zur Piraterie erklärt. Bis zum Erlass neuer, angepasster Gesetze bildete diese Regelung den einzigen Rechtsrahmen, in dem die Royal Navy – seit den 1860er Jahren mit sechs Schiffen im Hafen von Sydney vertreten – gegen blackbirding in pazifischen Gewässern vorgehen konnte. Auch eine nachträgliche Rechtfertigung der Regressmaßnahmen vor Gericht hing davon ab, wie britische Kommandanten den von ihnen festgestellten Tatbestand des blackbirding (im damaligen britischen Recht: kidnapping) in Begriffen des Sklavenhandels interpretieren und als Verstoß gegen die Slave Trade Legislation auslegen konnten. In dieser besonderen Rechtswirklichkeit liegt eine der Wurzeln für die historische Verquickung von blackbirding und Sklaverei.
Rechtstheoretisch hielt es in den 1860er Jahren bloß eine Minderheit von Experten für möglich, Sklavenhandelsgesetze auf Fälle von blackbirding anzuwenden. Eine wirksame Verurteilung durch ein australbritisches Gericht wegen eines Verstoßes gegen solche Gesetze hätte ferner das Vorhandensein von Sklaverei in der Kolonie (oder ihrem Umfeld) eingestanden und damit die Kolonialregierung selbst in ein schiefes Licht vor London gerückt. Insbesondere die Legislative Queenslands sah sich vor diesem Hintergrund in einer Lage, in der sie unabhängig vom Londoner Parlament einen Sonderweg wählen musste.
Nach einer Beschwerde der französischen Regierung wegen Raubzügen von Queenslander Anwerbern auf Neukaledonien und den Loyalitätsinseln erließ Queensland im März 1868 ein erstes Kolonialgesetz (Colonial Law) zur Regulierung, nicht aber Beschränkung des Handels mit pazifischen Kontraktarbeitern. Wichtigste Gründe für den Act to Regulate and Control the Introduction and Treatment of Polynesian Laborers waren laut Gesetzestext: „… the prevention of abuses …“ („… die Verhinderung von Misshandlungen …“) von Pazifikinsulanern, doch genauso: „… securing to the employer the due fulfilment by the immigrant of his agreement …“ („… die ordnungsgemäße Erfüllung der Vereinbarung durch den Immigranten für dessen Arbeitgeber zu sichern …“).
Eine Handhabe, Unregelmäßigkeiten bei der Rekrutierung strafrechtlich zu ahnden, ergab sich erst 1872 mit dem Pacific Islanders Protection Act, der in London verabschiedet wurde. Im Vorfeld dieses imperialen Gesetzes (Imperial Law, gültig im gesamten Britischen Imperium beziehungsweise für alle britischen Staatsbürger) hatte vor allem Bischof John Coleridge Patteson noch einmal klargestellt, dass Anwerber und Kapitäne auf Arbeiterschiffen „im Geiste von Sklavenhändlern“ operierten, wenn sie nicht einmal ein halbes Dutzend Wörter der Inseldialekte verstanden und es deshalb bei Rekrutierungen notwendig zu Missverständnissen und eskalierenden Konflikten kam.

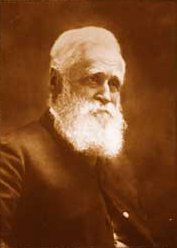
Der neuseeländische Premierminister William Fox forderte 1872 die britische Regierung zum Eingreifen gegen das Blackbirding auf.

Die Empörung über den gewaltsamen Tod Pattesons führte schließlich zu einer öffentlichen Ansprache des neuseeländischen Premierministers William Fox, in der dieser rechtliche Schritte Londons wünschte. Den Argumenten des ermordeten Pattesons folgend, beschrieb Queen Victoria in ihrer Thronrede 1872 das neue Gesetz als Maßnahme:

“… to deal with … practices, scarcely to be distinguished from Slave Trading.”

„… um gegen … Handlungsweisen vorzugehen, die von Sklavenhandel kaum unterscheidbar sind.“

Gleichzeitig mit dem Gesetzeserlass wurde der Bau von fünf kleineren Kriegsschonern bewilligt, die der Australia Station zugeschlagen und zur Überwachung der Arbeiterrekrutierung im Südpazifik eingesetzt wurden.
Doch gelang es praktisch gesehen während der nächsten acht Jahre dennoch nicht, Fälle von blackbirding bzw. kidnapping einzudämmen. John Crawford Wilson, neuer Commodore der Australia Station in Sydney, merkte 1880 in einem durch die Regierung von New South Wales veröffentlichten Bericht an:

“… that where the native is recruited for the Fisheries, Guano Islands, or such like purposes, and when no Government agents [who monitor compliance with the laws] are present or checks of any kind placed on the masters or crews of these vessels, such practices as a means of getting cheap labour are as likely as not to exist.”

„… daß dort, wo der Eingeborene für die Fischerei, Guano-Inseln oder dergleichen Zwecke rekrutiert wird, und wenn keine Regierungsagenten anwesend sind [die über die Einhaltung der Gesetze wachen], oder die Kommandanten oder Besatzungen dieser Schiffe nicht in irgendeiner Art kontrolliert werden, das Vorhandensein solcher Praktiken als Mittel, an billige Arbeitskräfte zu kommen, genauso wahrscheinlich ist wie ihr Nichtvorhandensein.“

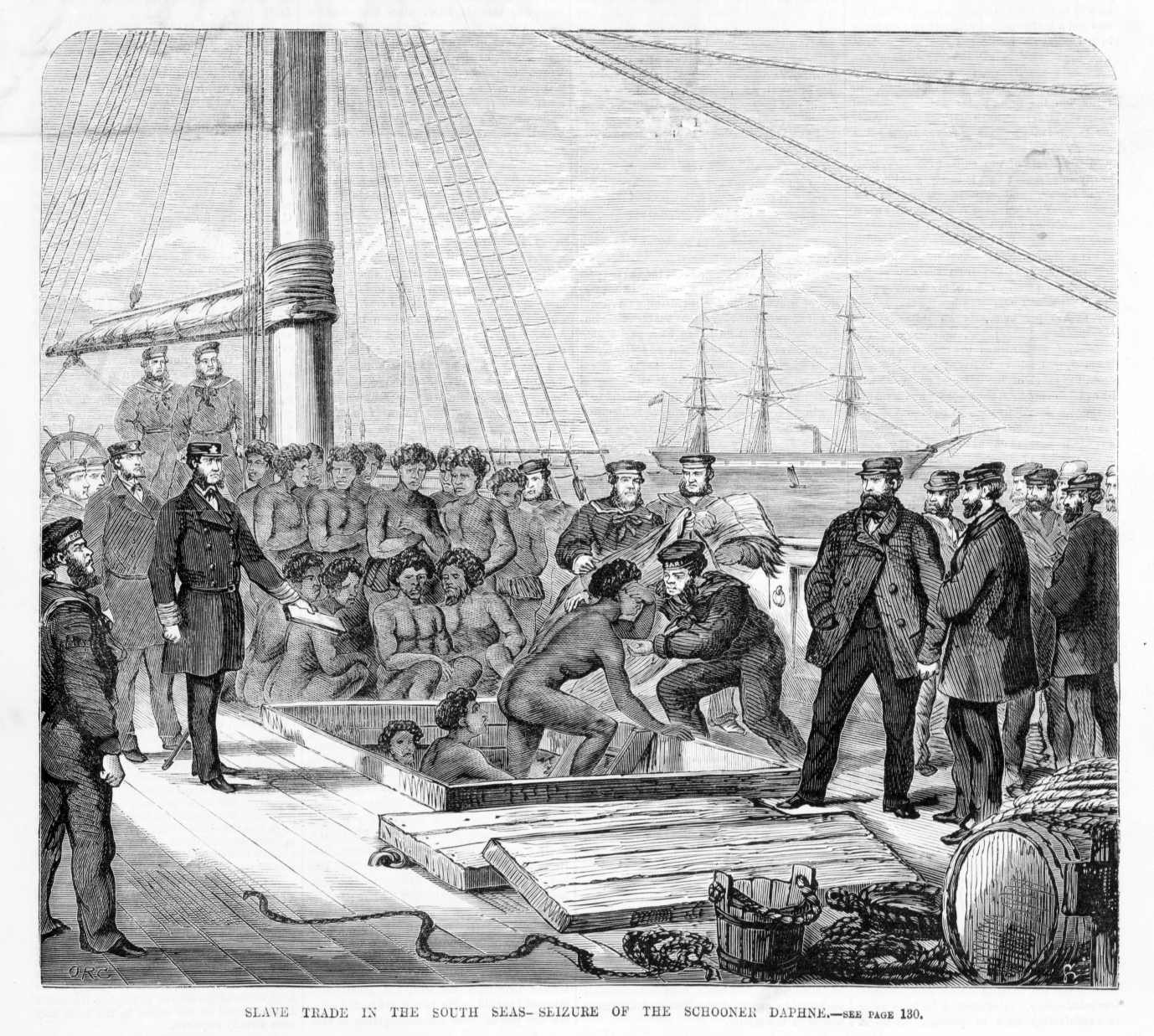
Insulaner, die der Blackbirder Daphne transportierte, werden an Deck geholt. Zeitgenössische Darstellung der Beschlagnahme von 1869

Auch schlage in der Rechtswirklichkeit die Überwachung der Anti-kidnapping-Gesetze durch Regierungsagenten an Bord von Arbeiterschiffen fehl. Ebenso wie Kapitäne und Schiffsmannschaften seien die meisten dieser Agenten „unfähig“, sich mit Insulanern in deren Dialekten zu verständigen. Bei der Erläuterung von Arbeitsverträgen sei man in hohem Maße auf örtliche Dolmetscher angewiesen; diese aber erhielten für jeden rekrutierten Insulaner eine Provision und nähmen es mit der Wahrheit nicht besonders genau.

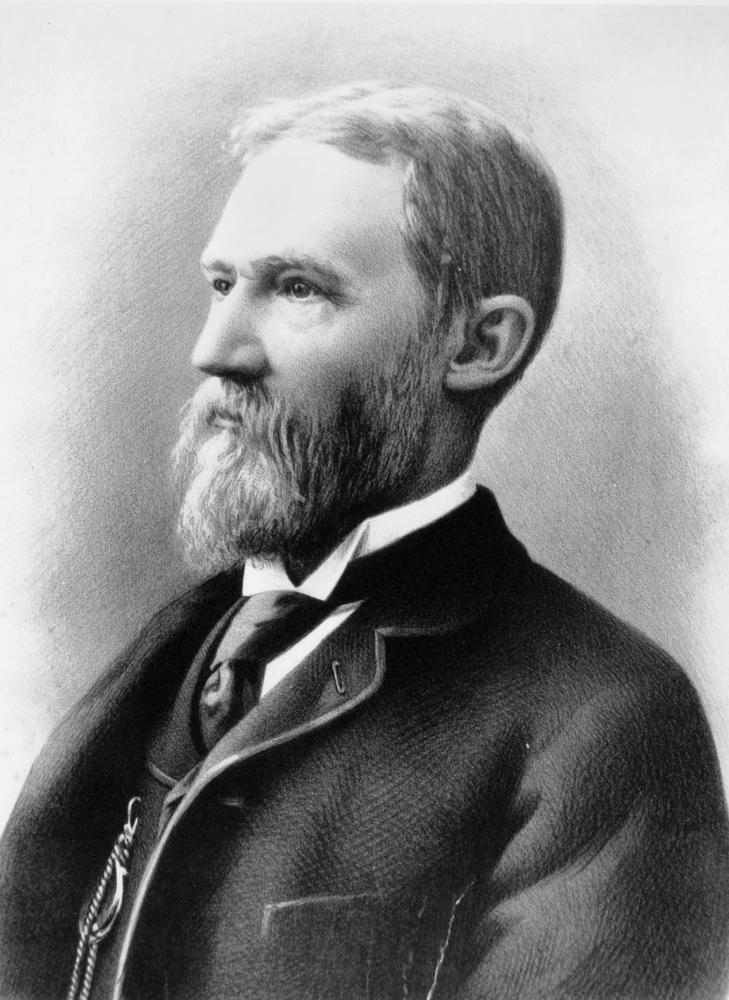
Unter Premierminister Samuel Griffith endete 1892 die Arbeiterrekrutierung für Queensland.

Weiterhin bekannt werdende Ausschreitungen bei der Arbeiterrekrutierung, insbesondere auf den Inseln nördlich Neuguineas, führten im Januar 1885 zur Einberufung einer Royal Commission (Königlichen Kommission). An deren Ermittlungen schloss sich im Juni 1885 ein vorzeitiger Rücktransport von 404 pazifischen Arbeitsverpflichteten in Queensland, die laut Befinden der Kommission über ihre Arbeitsbedingungen und ihren Arbeitsort nicht hinreichend aufgeklärt worden waren. Zwei Monate darauf erging der Beschluss der Regierung unter Sir Samuel Griffith, die Einfuhr von pazifischen Kontraktarbeitern zum Jahresende 1890 einzustellen. 1892 folgte kurzzeitig eine Wiederaufnahme, die sich jedoch politisch und öffentlich als nicht haltbar erwies.

## Schlussphase

Bewerbung von Weißen zwecklos. Karikatur zur Krise der Zuckerindustrie in Queensland, 1892

Die endgültige Einstellung der Transporte von Pazifikinsulanern zwecks Bereitstellung von Arbeitskräften beruht auf einer Vielzahl von Gründen. Spektakuläre und gerichtlich verhandelte blackbirding-Fälle führten ab 1871 zu einem Reputationsverlust, weshalb sich auch das umgreifende System der indentured labour mit Widerstand auseinanderzusetzen hatte.
Im Fall von Queensland wurden die arbeitenden Insulaner als unerwünschte Konkurrenz wahrgenommen und von der weißaustralischen Bevölkerung stigmatisiert. Durch die Wirtschaftskrise (1890) und den Einbruch der Zuckerindustrie (1892) verstärkte sich diese Entwicklung.
Nach Eintritt Queenslands in die neue australische Staatengemeinschaft wurde im selben Jahr der Pacific Island Labourers Act (1901) erlassen, demzufolge Arbeitskräfte von den Pazifikinseln Australien bis zum 31. Dezember 1906 verlassen mussten. Insulaner, die vor dem 1. September 1879 auf den Kontinent gekommen waren, sowie solche, die auf Schiffen beschäftigt wurden, fielen nicht unter dieses Gesetz.
Zur Zahlung noch ausstehender Löhne und zur Finanzierung von Rücktransporten nach abgelaufener Vertragszeit wurde der Pacific Islanders’ Fund begründet. Regierungsseitig wurden jedoch Mittel aus dem Fonds veruntreut. Mit ihnen bezahlte man einerseits den australischen Verwaltungsapparat um das System der indentured labour, andererseits die Deportation von Pazifikinsulanern gemäß dem Pacific Labourers Act (1901) und der neuen White Australia Policy. Die Deportationen fanden 1906 ihren Abschluss. Nur wenige Pazifikinsulaner verblieben in Australien. Nachfahren von Betroffenen schätzten im Jahr 2013, dass die veruntreuten Mittel inzwischen auf einen Betrag von 30 Millionen Australische Dollar angelaufen waren (damals etwa 19,5 Millionen Euro).
Auf Fidschi begann ab Mai 1879 eine alternative Einfuhr von Arbeitskräften aus Indien. Die Rekrutierung melanesischer Arbeiter ging demgegenüber zurück und wurde 1911 ganz eingestellt.
In Kaiser-Wilhelmsland und dem Bismarckarchipel nahm man von der Arbeiterbeschaffung zwar erst allmählich, dafür aber prinzipiell und auf politischer Ebene Abstand. In den Jahren 1911–1913 erließ der Gouverneur für Deutsch-Neuguinea, Albert Hahl, erste Verordnungen, mit denen Rekrutierungen auf kleineren Inseln verboten wurden. Hierfür riskierte Hahl einen Interessenskonflikt mit ansässigen Pflanzern und Unternehmern. Zudem setzte sich Hahl für die Abschaffung von Privilegien der Deutschen Handels- und Plantagengesellschaft (DHPG) bei der Arbeiterrekrutierung für Deutsch-Samoa ein. Mit dieser Initiative hatte er jedoch keinen Erfolg. Auf Deutsch-Samoa führte schließlich der Beginn des Ersten Weltkriegs und der Verlust Deutsch-Neuguineas als Kolonialgebiet zum Ende melanesischer Kontraktarbeit.

## Begriffsgeschichte

### Englisch

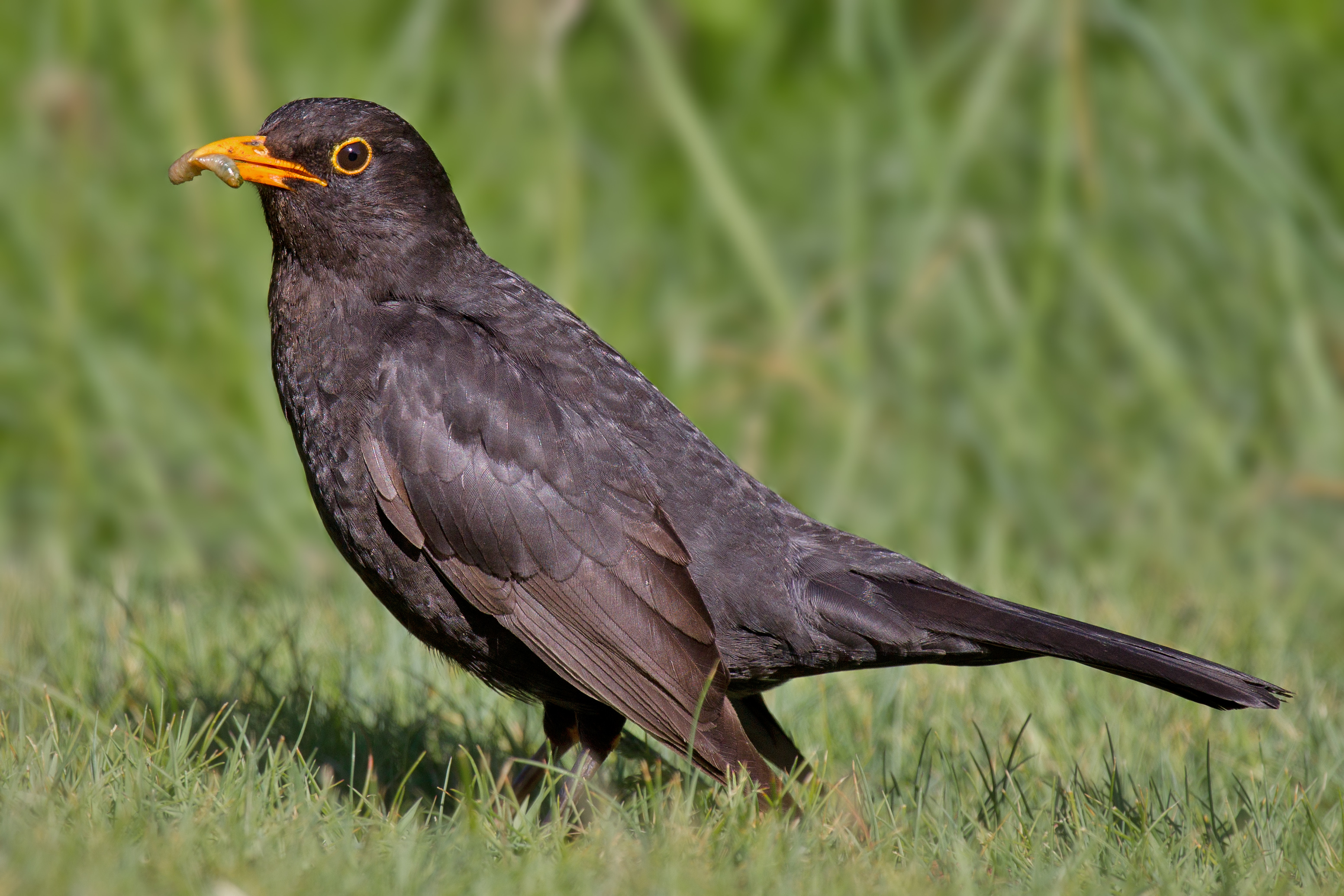
Die Amsel oder Schwarzdrossel, englisch blackbird. Die Jagd auf die Vögel gab den Begriff für die Jagd auf Menschen

Der Begriff geht auf blackbird zurück, im britischen Englisch die Bezeichnung für Amsel oder Schwarzdrossel (Turdus merula). Zwar liegt eine Übertragung der Farbe des Gefieders auf die Hautfarbe von Schwarzafrikanern oder Aborigines nahe, aber wie sich daraus blackbirding entwickelt hat, ist unbelegt. Als Zwischenglied gilt das blackbird shooting, die Menschenjagd im 19. Jahrhundert auf Mitglieder der australischen Urbevölkerung durch frühe europäische Siedler. Besonders die Konnotation, es habe sich dabei um eine Art „Sport“ („sporting activity“) gehandelt, sei in ähnlicher Weise in das blackbird catching eingeflossen.
1836 zitiert die New Yorker Wochenzeitung The Emancipator, die Sklaverei publizistisch bekämpfte, blackbirding als Begriff. In den 1860er Jahren werden die Belege für den Bereich des Atlantiks dichter. Das Oberste Gericht der USA bestätigte 1864 einen Schuldspruch, weil die Bark Sarah 1861 einer Zeugenaussage zufolge zum black-birding von New York nach Westafrika fahren wollte. In einem Abenteuerroman des englischen Autors Henry Robert Addison von 1864 rettet ein Schiff beim „‚blackbirding‘“ vor der Küste Westafrikas den Protagonisten nach einem Schiffbruch. 1873 verfasste der englische Theaterschriftsteller Colin Henry Hazlewood das „romantische Drama“ Blackbirding, or, the filibusters of South America.
Seit den 1870er Jahren tritt der Begriff besonders für Australien und für die Südsee auf. Ein früher Eintrag in ein Wörterbuch ist die Aufnahme in das englische Slang dictionary 1870, wo blackbird-catching mit Sklavenhandel erklärt ist. Der Auflage von 1873 zufolge wird das Wort bereits „heutzutage überwiegend für den polynesischen Kuli-Handel“ verwendet. Eine frühe Erwähnung von blackbirding mit Bezug zur pazifischen Inselwelt findet sich auch in der Narrative of the Voyage of the Brig Carl (1871). Hier wird bereits zwischen verschiedenen Methoden der Arbeitskräfterekrutierung unterschieden – solchen, die „just and useful“ („gerecht und nützlich“) gewesen seien, solchen „of suspicious character“ („von fragwürdiger Art“) und schließlich solchen, bei denen es sich letztlich um „robbery and murder“ („Raub und Mord“) gehandelt habe. Auf die Tätigkeit als solche sei in dieser Frühzeit aber immer, und zwar unabhängig von der Methode, der Begriff des black-birding oder blackbird catching (sinngemäß: das „Einfangen von schwarzen Vögeln“) angewendet worden.
Auch neuere Wörterbucheinträge zeigen ein Spektrum an Bedeutungen. Das australische Macquarie Dictionary von 2009 sieht im blackbirding:

“… the practice of employers in Australia (also Fiji and Samoa) of recruiting Pacific islander people … as labourers, often by kidnapping them or by the use of force …”

„… die Praxis von Arbeitgebern in Australien (auch auf Fidschi und Samoa), Pazifikinsulaner … als Arbeiter zu rekrutieren, oft durch Entführung oder die Anwendung von Gewalt …“

Das Oxford Dictionary of English von 2005 definiert den blackbird historisch als:

“… black or Polynesian captive on a slave ship …”

„… schwarzen oder polynesischen Gefangenen auf einem Sklavenschiff …“

Das Historical Dictionary of Oceania aus dem Jahr 1981 beschreibt die Praktiken verallgemeinernd unter labour trade (Arbeitskräftehandel). Dieser sei:

“… the system of indentured labour, developed as a scaled-down but legal replacement of slave labour …”

„… das System der Kontraktarbeit, entwickelt als ein abgeschwächter aber rechtmäßiger Ersatz für Sklavenarbeit …“

Die Online-Ausgabe der Encyclopædia Britannica bezeichnet blackbirding als:

“… practice of enslaving (often by force and deception) South Pacific islanders on the cotton and sugar plantations of Queensland, Australia (as well as those of the Fiji and Samoan islands) …”

„… [die] Praxis der Versklavung von Insulanern des Südpazifik (oft unter Anwendung von Täuschung und Gewalt) auf den Baumwoll- und Zuckerrohrplantagen Queenslands, Australien (sowie jenen der Inselgruppen Fidschis und Samoas) …“

Von englischsprachigen Fachbuchautoren, etwa dem Historiker Gerald Horne oder dem Arbeitsforscher Edward D. Beechert, wie auch von der Australian Human Rights Commission, wird blackbirding häufiger als Synonym für Sklavenhandel im Gebiet des Pazifik gebraucht. Die begriffliche Nähe spiegelt sich auch in Titeln populärer Bücher zum Thema, so dem 1935 erschienenen Slavers of the South Seas des australischen Publizisten Thomas Dunbabin.

### Deutsch
Ein zum Transport der Arbeitskräfte benutztes Schiff wird in der deutschen wie in der englischen Literatur als „Blackbirder“ bezeichnet. Als deutsches Äquivalent verwendete der Kolonialschriftsteller Stefan von Kotze den Ausdruck „Schwarzdroßler“. Der Schifffahrtshistoriker und Kapitän Heinz Burmester sprach von „Blackbirdern“ auch als Personen, die am Gewerbe („illegal recruiting“) beteiligt waren. Ihm zufolge war für die Tätigkeit auf deutschen Schiffen das Wort „Küstern“ in Gebrauch. Der Schriftsteller Jakob Anderhandt bezeichnet ebenso die beteiligten Personen als „Schwarzdroßler“ und bezieht sich dabei auf die englische Ursprungsbezeichnung black bird catcher.
In der neueren deutschen Fachliteratur wird blackbirding indirekt definiert. Der Ethnologe Hermann Mückler sieht in dem Phänomen eine „gewaltsame […] Entführung von vor allem melanesischen Pazifikinsulanern auf Zuckerrohrplantagen in Queensland“ und versteht die Grenzen zwischen „Kontraktarbeit“ (indentured labour) und Sklavenhandel als „fließend“. Doch hält Mückler zugleich eine Sicht auf das System der indentured labour als bloß zwangsweiser Rekrutierung für einseitig und relativierungsbedürftig: „Es gab durchaus auch Insulaner, die sich freiwillig auf dieses Abenteuer einließen, obwohl sie natürlich nicht wissen konnten, welche Strapazen sie damit auf sich nahmen.“ In einer Biographie über den Südseekaufmann Eduard Hernsheim arbeitet Jakob Anderhandt heraus, dass schon Deutsche des 19. Jahrhunderts die Praktiken des blackbirdings als „reine[n] Sclavenhandel“ verstehen konnten. Für Hernsheim seien sie Auswüchse des von Queensland betriebenen Arbeiterhandels gewesen, welche sich „ohne Wissen und gegen die Gesetze der australischen Colonialregierungen“ gebildet hatten.

## Bewertung als Sklaverei

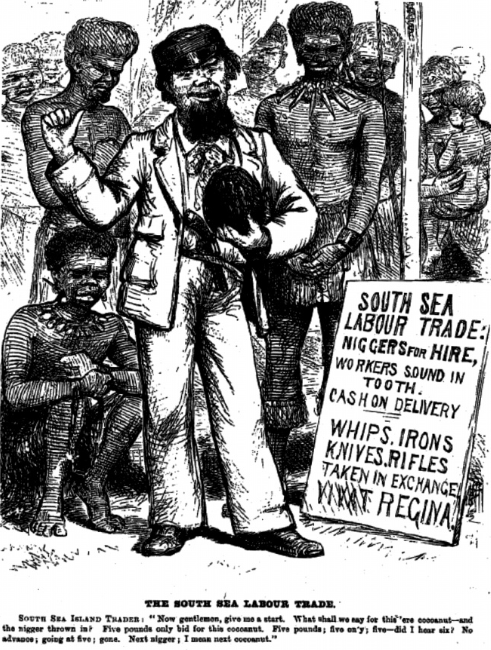
Ein Auktionator umgeht das Sklavereiverbot, indem er eine Kokosnuss mit einem „Nigger“ als Gratisbeigabe versteigert. Karikatur von 1886

Die Frage, ob Pazifikinsulaner als Arbeitskräfte für Plantagen hauptsächlich ordnungsgemäß rekrutiert oder aber gekidnappt, das heißt Opfer von blackbirding wurden, bietet bis heute Anlass zu Diskussionen. Gesichert ist, dass kidnapping / blackbirding in den ersten zehn bis fünfzehn Jahren des Kontraktarbeiterhandels mit großer Häufigkeit vorkam. Inwieweit es sich bei dem gesamten System der indentured labour (Arbeitsverpflichtung) um Sklaverei handelte, wird in Australien noch immer debattiert.
Bereits der zeitgenössische Anthropologe Nikolai Nikolajewitsch Miklucho-Maklai bezeichnete den gesamten Arbeiterhandel als Sklavenhandel und die Arbeitsverpflichtungen als Sklaverei. Der Arbeitgeber, anders als der Besitzer eines Sklaven, hätte kein wirtschaftliches Interesse an einer über die Verpflichtung hinausgehenden Einsatzfähigkeit seines Vertragspartners. Er zwinge den Beschäftigten zur Verausgabung, schenke seiner Ernährung nur wenig Aufmerksamkeit und kümmere sich im Krankheitsfall kaum um ihn. Darum bringe Kontraktarbeit für die Verpflichteten sogar größere Nachteile mit sich als eine Versklavung.
Hingegen verwehrte sich der deutsche Generalkonsul für die Südsee, Oscar Stübel, Arbeiterhandel als „verstecken Sklavenhandel“ zu bezeichnen. Der entscheidende Unterschied liege darin, dass „die Arbeiter nach Ablauf der Kontraktzeit unentgeltlich zurückbefördert“ würden, und ihre Verwendung während der Kontraktzeit „auf das bestmöglichste kontrolirt“ werde. Auch verschlechtere sich die Lage des Kontraktarbeiters durch den Arbeitsaufenthalt nicht, sondern wende sich zum Besseren wegen der Möglichkeit, „Elemente der Civilisation“ in sich aufzunehmen.
In jüngerer Zeit vertrat der Historiker Clive Moore die Ansicht, dass Sklaverei sich über Besitz, Kauf, Verkauf und fehlende Löhne definiert. Im System der indentured labour seien demgegenüber Verträge abgeschlossen und die Arbeitsleistung bezahlt worden. Als weiteres Indiz für die Richtigkeit seiner These sieht Moore den Umstand, dass viele Insulaner sich nach ihrer Heimkehr für einen erneuten Arbeitseinsatz entschieden. Sklaverei sei ein Begriff, mit dem die Pazifikinsulaner emotional die damaligen Vorgänge und herrschenden Gefühle beschrieben. Sachlich treffe er jedoch nicht zu. Trotzdem sei das System der indentured labour im Ganzen ausbeuterisch motiviert gewesen. Die von ihm Betroffenen hätten unter sklavenähnlichen und rassenverachtenden Bedingungen gelebt.
Wie schwierig es für Zeitgenossen war, an Fakten über das System zu gelangen, beschrieb der Wissenschaftler und Forschungsreisende Benedict Friedländer im Jahr 1899: „Die Interessierten sagen, daß alles in bester Ordnung sei; die Neider der Pflanzer aber erzählen Schauergeschichten. Uninteressierte, die zugleich Sachkenner wären, gibt es kaum, und der vorsichtige Berichterstatter muß es mit einem ignoramus bewenden lassen.“
Inwieweit bei Rekrutierungen der freie Wille eines Insulaners beeinträchtigt oder körperlicher Zwang ausgeübt wurde, lässt sich auch rückblickend nur vergleichsweise selten entscheiden. Unter anderem hängt dies damit zusammen, dass die Macht der Regierungsagenten an Bord der Arbeiterschiffe, die über die Einhaltung der Anti-kidnapping-Gesetze wachen sollten, eng begrenzt war. Kleinere Zuwiderhandlungen konnte man vor Gericht kaum beweisen. Agenten, die deswegen mit Vergeltungsmaßnahmen drohten, machten sich vor Mannschaft und Kapitän – oder später im Prozess – lächerlich. Sie unterließen darum oft solche Schritte. Entsprechende Quellen spiegeln die historische Wirklichkeit also unvollständig wieder und zeichnen ein zu positives Bild. Auch hatten die Agenten selbst ein vitales Interesse daran, derjenigen Kolonie, für die sie arbeiteten, möglichst viele Arbeitskräfte zuzuführen.

## Versuche der Bewältigung
In Australien verbliebene Pazifikinsulaner wurden in den 1970er Jahren politisch aktiv und erreichten 1994 ihre Anerkennung als nationale Minderheit. 2013 gehörten dieser Gruppe etwa 40.000 Personen an. Für erlittenes Unrecht wie blackbirding, veruntreute finanzielle Mittel und Deportationen in Verfolgung der White Australia Policy erwarten ihre Vertreter eine Kompensation und erhoffen eine offizielle Entschuldigung der australischen Regierung. In ihren Ansichten werden sie von den Regierungen der Salomonen und Vanuatus unterstützt. Australien ist solchen Wünschen und Forderungen bisher nicht gefolgt.
Die UNESCO nominierte 2008 den Themenkreis Pacific Slave Route im Rahmen ihres Slave Route Project zur Aufnahme in das Weltdokumentenerbe.
Nach Informationen des BBC vom Oktober 2024 haben Repräsentanten der Commonwealth-Staaten gemeinsam Position bezogen, um vom Vereinigten Königreich ausgleichende Gerechtigkeit für die Sklaverei einschließlich des Blackbirdings zu fordern. Diese Forderung sei als zentrales Thema eines für 2026 geplanten Spitzentreffens der Commonwealth-Staaten vorgesehen.